# Algrange
Algrange – miejscowość i gmina we Francji, w regionie Grand Est, w departamencie Mozela.
Według danych na rok 1990 gminę zamieszkiwało 6325 osób, a gęstość zaludnienia wynosiła 909 osób/km² (wśród 2335 gmin Lotaryngii Algrange plasuje się na 68. miejscu pod względem liczby ludności, natomiast pod względem powierzchni na miejscu 836.).

## Historia
Po zwycięskiej wojnie z Francją od 1871 roku w granicach Niemiec. Na początku XX wieku w miejscowości czynne były cztery kopalnie żelaza. Po I wojnie światowej miejscowość powróciła do Francji. Pochodził z niej gauleiter Śląska Josef Wagner.